# Tour du Poitou-Charentes 2018
Il Tour du Poitou-Charentes 2018, trentaduesima edizione della corsa, si svolse dal 21 al 24 agosto 2018 su un percorso di 659 km ripartiti in 5 tappe, con partenza da Jonzac e arrivo a Poitiers. Fu vinto dal francese Arnaud Démare della FDJ davanti ai suoi connazionali Sylvain Chavanel e Yoann Paillot.

## Tappe
| Tappa  | Data      | Percorso                                            | km    | Vincitore di tappa | Leader cl. generale |
| ------ | --------- | --------------------------------------------------- | ----- | ------------------ | ------------------- |
| 1ª     | 21 agosto | Jonzac > Cognac                                     | 192,8 | Arnaud Démare      | Arnaud Démare       |
| 2ª     | 22 agosto | Segonzac > Melle                                    | 189   | Arnaud Démare      | Arnaud Démare       |
| 3ª     | 23 agosto | Gençay > Couhé                                      | 97,9  | Arnaud Démare      | Arnaud Démare       |
| 4ª     | 23 agosto | Champagné-Saint-Hilaire > Couhé (cron. individuale) | 22,9  | Arnaud Démare      | Arnaud Démare       |
| 5ª     | 24 agosto | Brioux-sur-Boutonne > Poitiers                      | 156,6 | Arnaud Démare      | Arnaud Démare       |
| Totale | Totale    | Totale                                              | 659   |                    |                     |

## Dettagli delle tappe

### 1ª tappa
- 21 agosto: Jonzac > Cognac – 192,8 km

| Pos. | Corridore        | Squadra       | Tempo    |
| ---- | ---------------- | ------------- | -------- |
| 1    | Arnaud Démare    | FDJ           | 4h46'49" |
| 2    | Matteo Moschetti | Trek          | s.t.     |
| 3    | Matteo Malucelli | Androni Gioc. | s.t.     |

| Pos. | Corridore        | Squadra       | Tempo    |
| ---- | ---------------- | ------------- | -------- |
| 1    | Arnaud Démare    | FDJ           | 4h46'39" |
| 2    | Matteo Moschetti | Trek          | a 4"     |
| 3    | Matteo Malucelli | Androni Gioc. | a 6"     |

### 2ª tappa
- 22 agosto: Segonzac > Melle – 189 km

| Pos. | Corridore        | Squadra       | Tempo    |
| ---- | ---------------- | ------------- | -------- |
| 1    | Arnaud Démare    | FDJ           | 4h39'20" |
| 2    | Matteo Malucelli | Androni Gioc. | s.t.     |
| 3    | Hugo Hofstetter  | Cofidis       | s.t.     |

| Pos. | Corridore        | Squadra       | Tempo    |
| ---- | ---------------- | ------------- | -------- |
| 1    | Arnaud Démare    | FDJ           | 9h25'49" |
| 2    | Matteo Malucelli | Androni Gioc. | a 10"    |
| 3    | Hugo Hofstetter  | Cofidis       | a 16"    |

### 3ª tappa
- 23 agosto: Gençay > Couhé – 97,9 km

| Pos. | Corridore        | Squadra       | Tempo    |
| ---- | ---------------- | ------------- | -------- |
| 1    | Arnaud Démare    | FDJ           | 2h12'00" |
| 2    | Matteo Malucelli | Androni Gioc. | s.t.     |
| 3    | Hugo Hofstetter  | Cofidis       | s.t.     |

| Pos. | Corridore        | Squadra       | Tempo     |
| ---- | ---------------- | ------------- | --------- |
| 1    | Arnaud Démare    | FDJ           | 11h37'43" |
| 2    | Matteo Malucelli | Androni Gioc. | a 12"     |
| 3    | Hugo Hofstetter  | Cofidis       | a 20"     |

### 4ª tappa
- 23 agosto: Champagné-Saint-Hilaire > Couhé (cron. individuale) – 22,9 km

| Pos. | Corridore        | Squadra        | Tempo  |
| ---- | ---------------- | -------------- | ------ |
| 1    | Arnaud Démare    | FDJ            | 29'08" |
| 2    | Sylvain Chavanel | Direct Énergie | a 7"   |
| 3    | Yoann Paillot    | St Michel      | a 13"  |

| Pos. | Corridore        | Squadra        | Tempo     |
| ---- | ---------------- | -------------- | --------- |
| 1    | Arnaud Démare    | FDJ            | 12h06'51" |
| 2    | Sylvain Chavanel | Direct Énergie | a 44"     |
| 3    | Yoann Paillot    | St Michel      | a 50"     |

### 5ª tappa
- 24 agosto: Brioux-sur-Boutonne > Poitiers – 156,6 km

| Pos. | Corridore          | Squadra            | Tempo    |
| ---- | ------------------ | ------------------ | -------- |
| 1    | Arnaud Démare      | FDJ                | 3h26'51" |
| 2    | Jonas Vangenechten | Vital Concept Club | s.t.     |
| 3    | Matteo Malucelli   | Androni Gioc.      | s.t.     |

| Pos. | Corridore        | Squadra        | Tempo     |
| ---- | ---------------- | -------------- | --------- |
| 1    | Arnaud Démare    | FDJ            | 15h33'32" |
| 2    | Sylvain Chavanel | Direct Énergie | a 54"     |
| 3    | Yoann Paillot    | St Michel      | a 1'00"   |

## Classifiche finali

### Classifica generale
| Pos. | Corridore          | Squadra                               | Tempo     |
| ---- | ------------------ | ------------------------------------- | --------- |
| 1    | Arnaud Démare      | FDJ                                   | 15h33'32" |
| 2    | Sylvain Chavanel   | Direct Énergie                        | a 54"     |
| 3    | Yoann Paillot      | St Michel-Auber 93                    | a 1'00"   |
| 4    | Hugo Houle         | Astana Pro Team                       | a 1'08"   |
| 5    | Michael Gogl       | Trek-Segafredo                        | a 1'23"   |
| 6    | Gediminas Bagdonas | Ag2r-La Mondiale                      | a 1'40"   |
| 7    | Julien Antomarchi  | Roubaix Metropole Europeenne de Lille | a 1'43"   |
| 8    | Sergei Chernetski  | Astana Pro Team                       | a 1'50"   |
| 9    | Maxime Bouet       | Team Fortuneo-Samsic                  | a 1'57"   |
| 10   | Julien Bernard     | Trek-Segafredo                        | s.t.      |